# マルメ中央駅
マルメ中央駅（Malmö centralstation）は、スウェーデンのマルメにある鉄道駅。2000年に完成したスウェーデンとデンマークを結ぶオーレスン・リンクにより鉄道の要衝となった。

## 概要
1856年開業。駅はコペンハーゲン行きのフェリー乗り場の隣接地に建設された。当初は近隣の都市であるルンドまで鉄道が運行していたが、次第に支線が増えて利用者が増加したため、駅の設備の拡張が行われた。
国内線はX2000によってヨーテボリやストックホルムと結ばれている。ヨーテボリまで約3時間45分、ストックホルムまで約4時間半程度。
2010年、マルメの中心部を縦断するシティトンネルが完成し、デンマーク行きの国際線はこのトンネルを使用するようになった。これに合わせてマルメ中央駅に地下プラットフォームが建設された。乗り場は地下4線、地上6線となった。

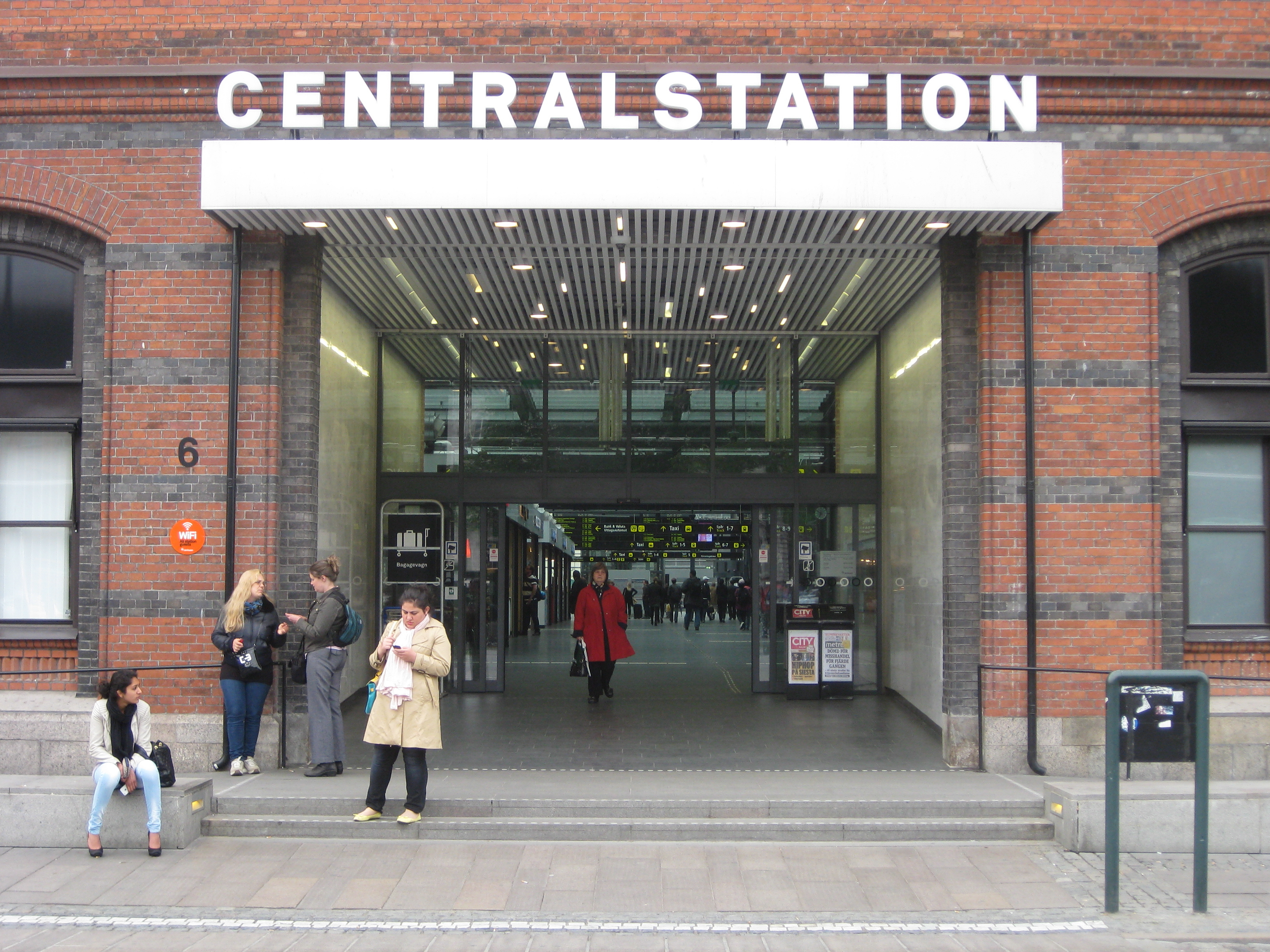
エントランス
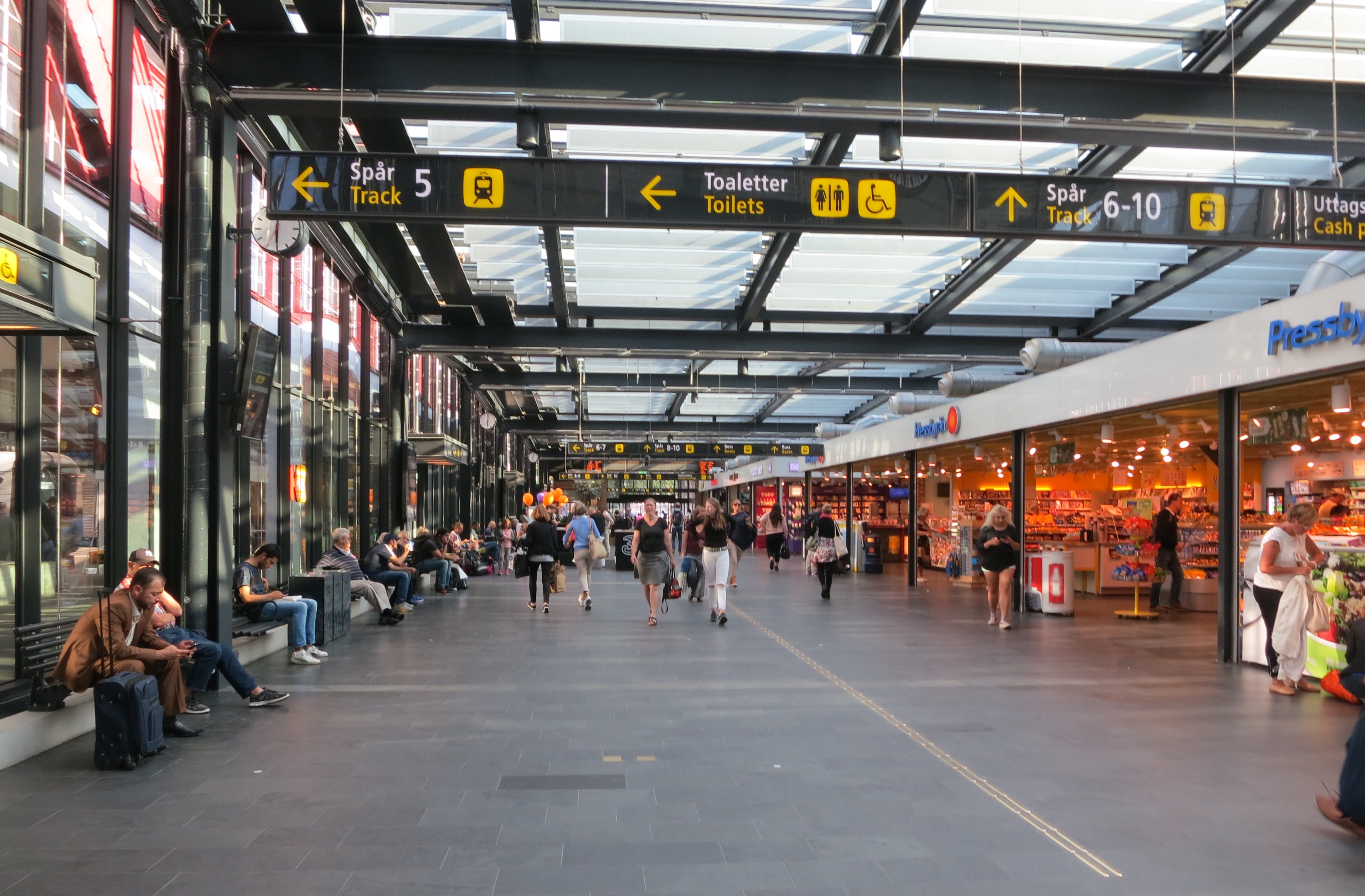
商業施設
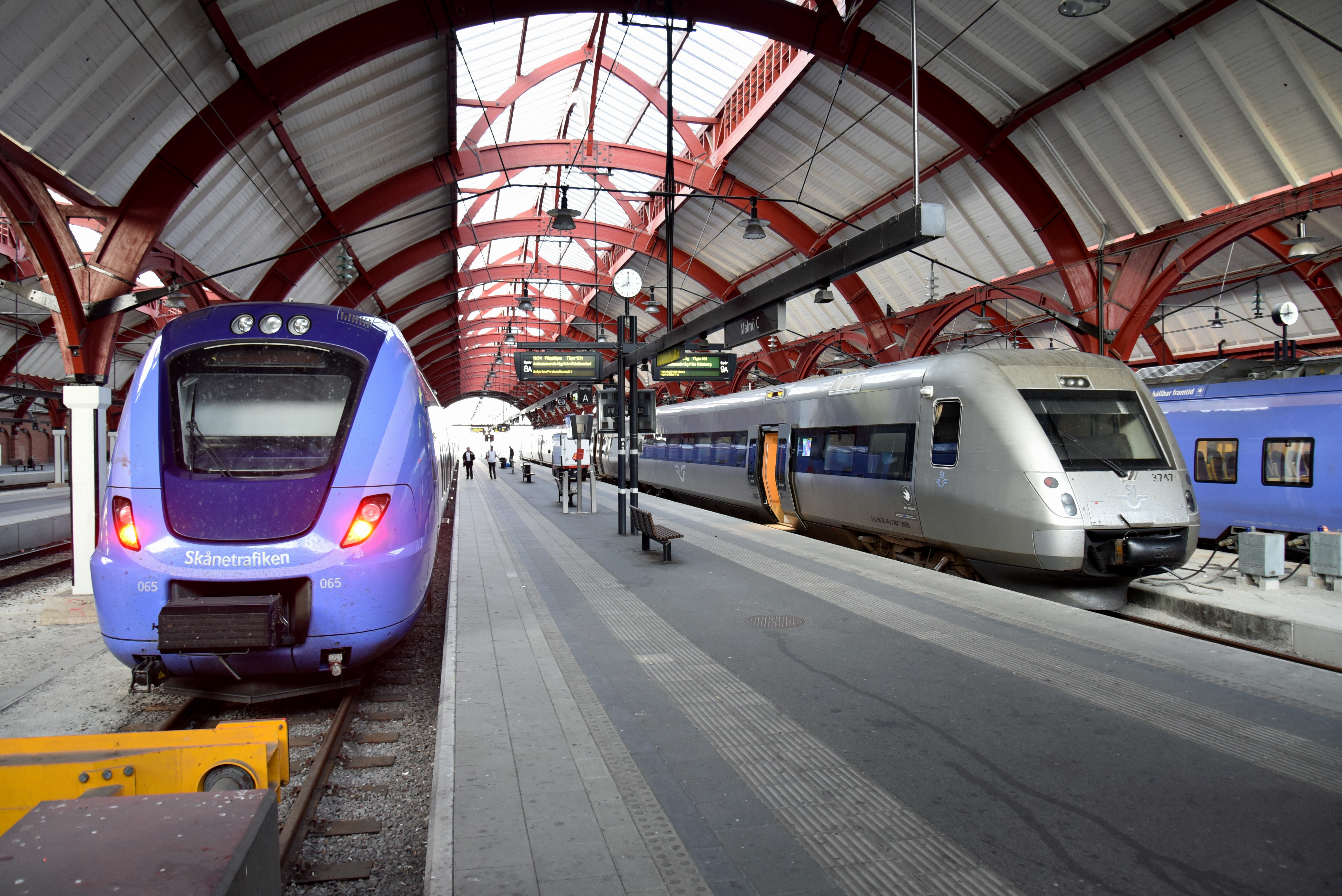
地上乗り場
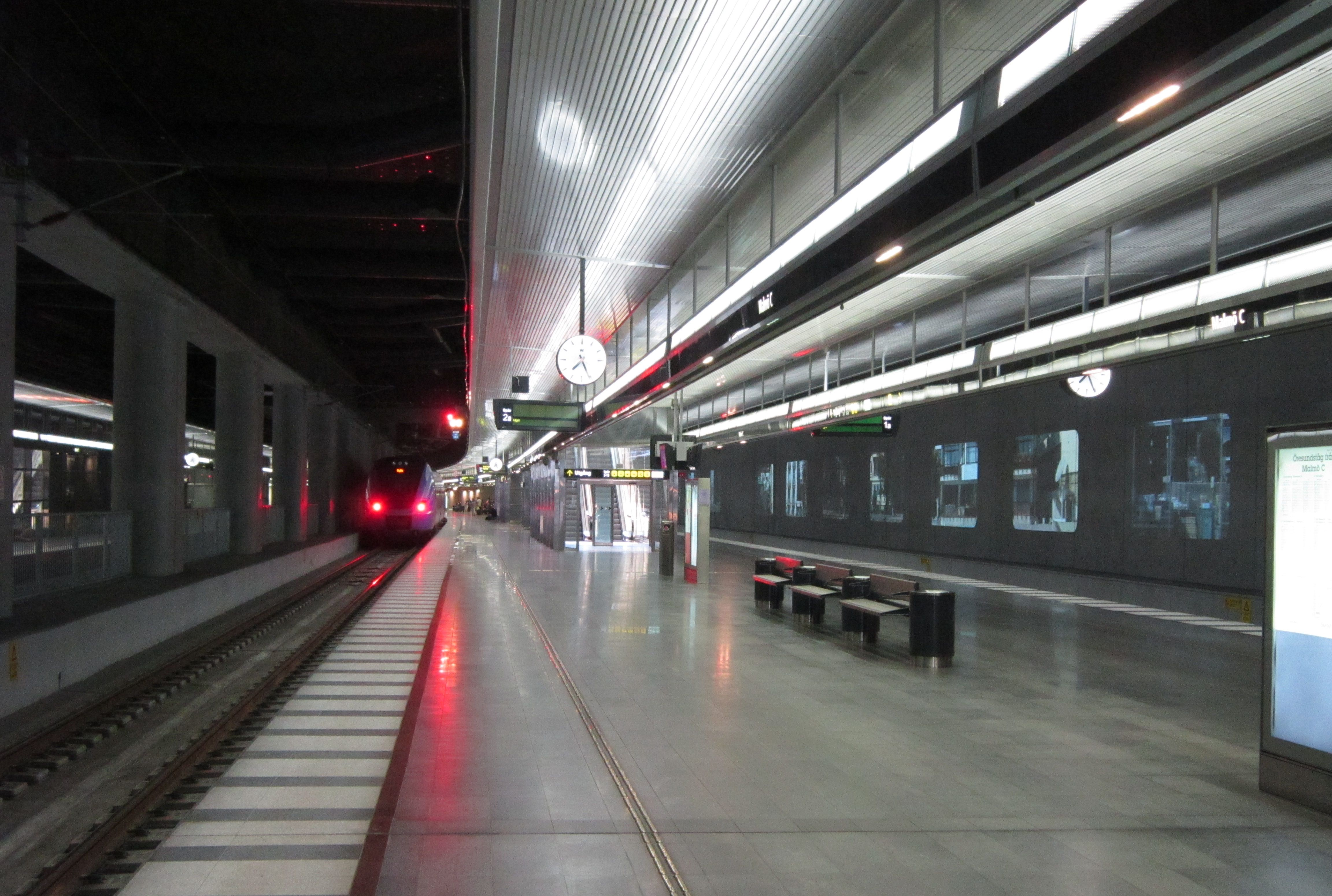
地下乗り場
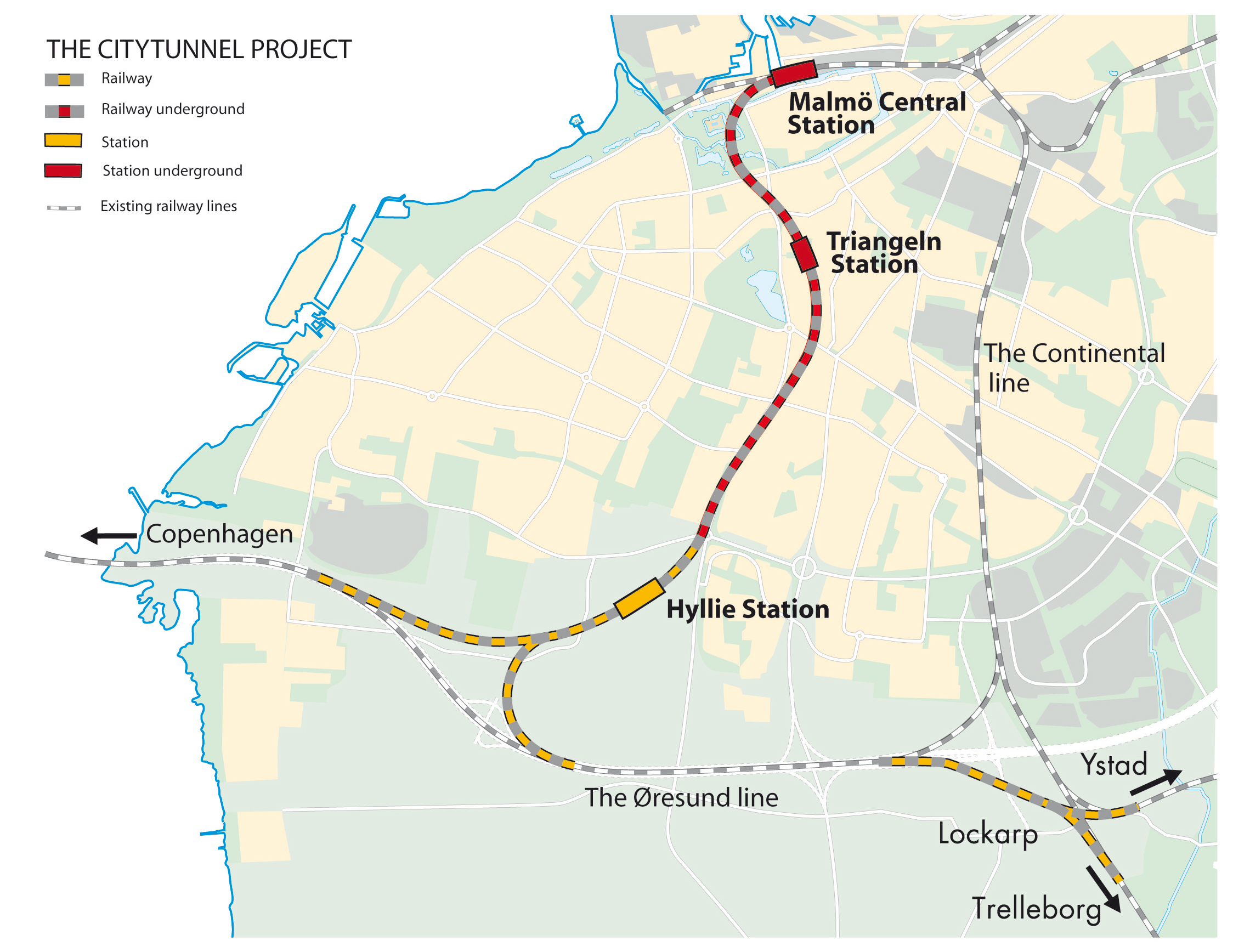
シティトンネルの位置